# Бугаївська селищна рада
| Бугаївська селищна рада — орган місцевого самоврядування у Перевальському районі Луганської області з адміністративним центром у смт Бугаївка. Історична дата утворення: в 1918 році. Водоймища на території, підпорядкованій даній раді: річка Біла. Селищній раді підпорядковані населені пункти: - смт Бугаївка - с. Городнє - с. Малокостянтинівка - с. Троїцьке |

## Склад ради
Рада складається з 20 депутатів та голови.

### Керівний склад ради
| ПІБ                     | Основні відомості                                           | Дата обрання | Дата звільнення |
| ----------------------- | ----------------------------------------------------------- | ------------ | --------------- |
| Михайлова Лідія Яківна  | Селищний голова, 1953 року народження, освіта, позапартійна | 26.03.2006   | 31.10.2010      |
| Харчук Ганна Миколаївна | Селищний голова, 1963 року народження, освіта вища          | 31.10.2010   |                 |

Примітка: таблиця складена за даними джерела